# Ornithidium sophronitis
Ornithidium sophronitis är en orkidéart som beskrevs av Heinrich Gustav Reichenbach. Ornithidium sophronitis ingår i släktet Ornithidium och familjen orkidéer. Inga underarter finns listade i Catalogue of Life.

## Bildgalleri

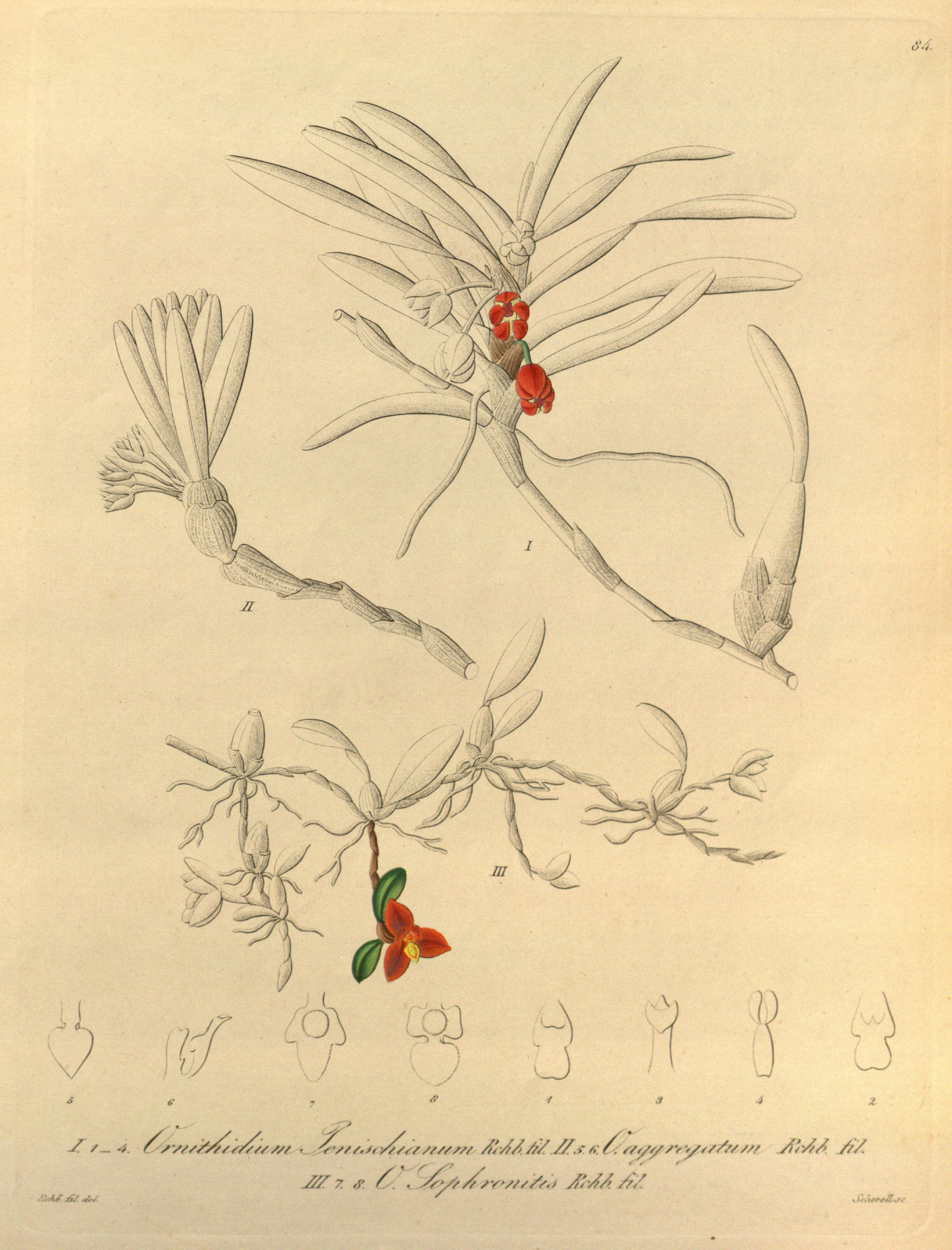
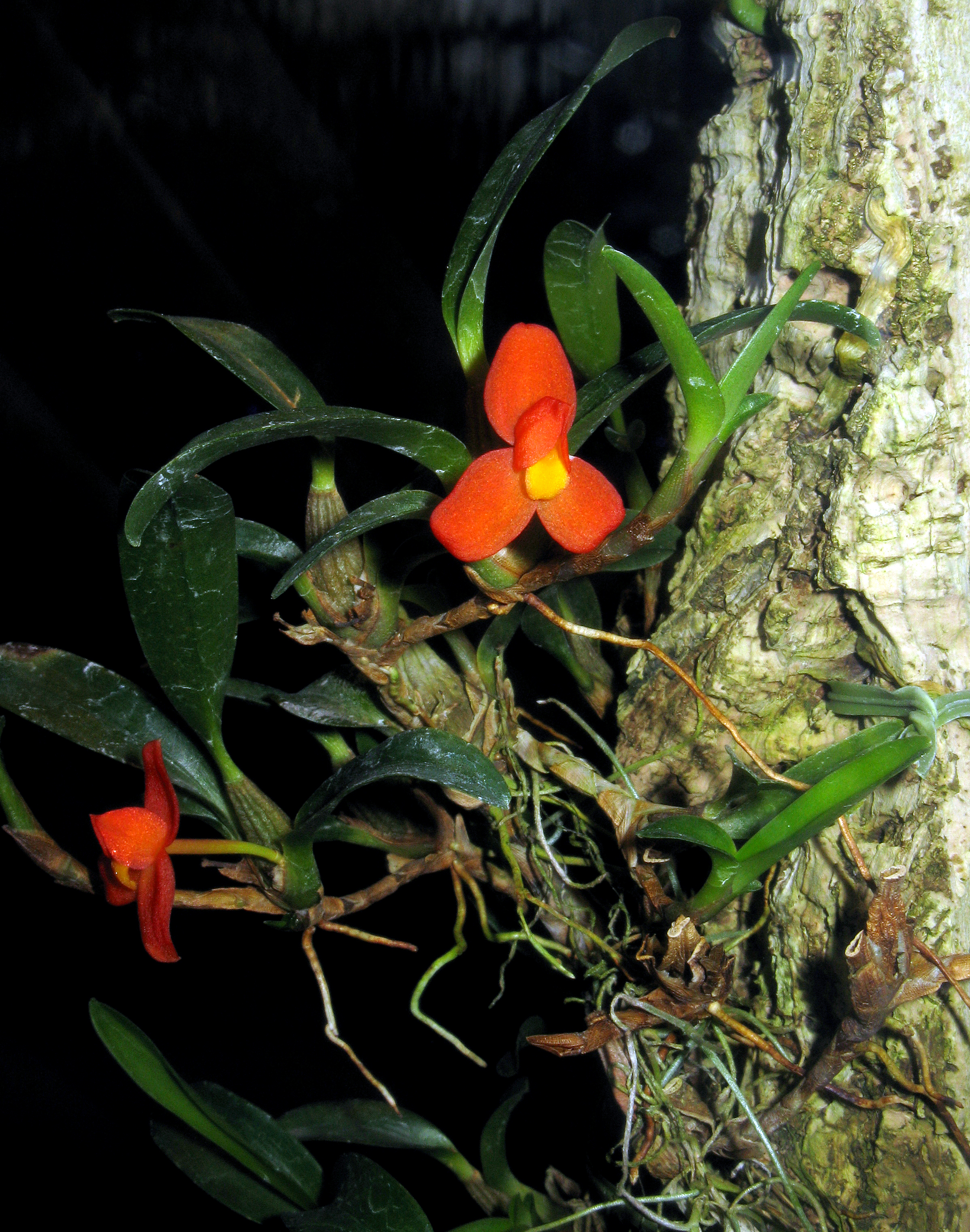
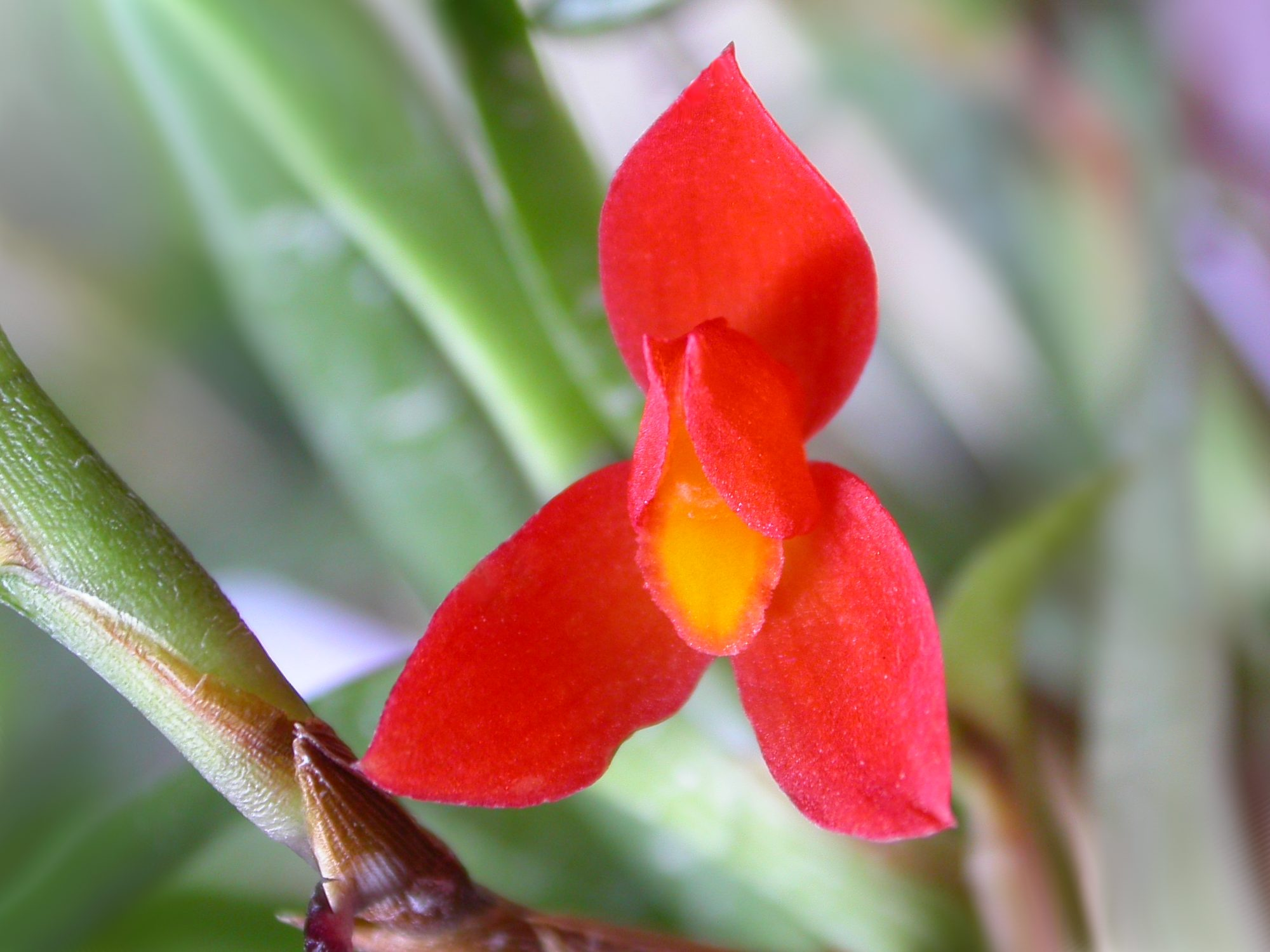